# Ptychoglossus bicolor
Espèce
Synonymes
- Gonioptychus bicolor Werner, 1916

Statut de conservation UICN

 LC  : Préoccupation mineure
Ptychoglossus bicolor est une espèce de sauriens de la famille des Gymnophthalmidae.

## Répartition

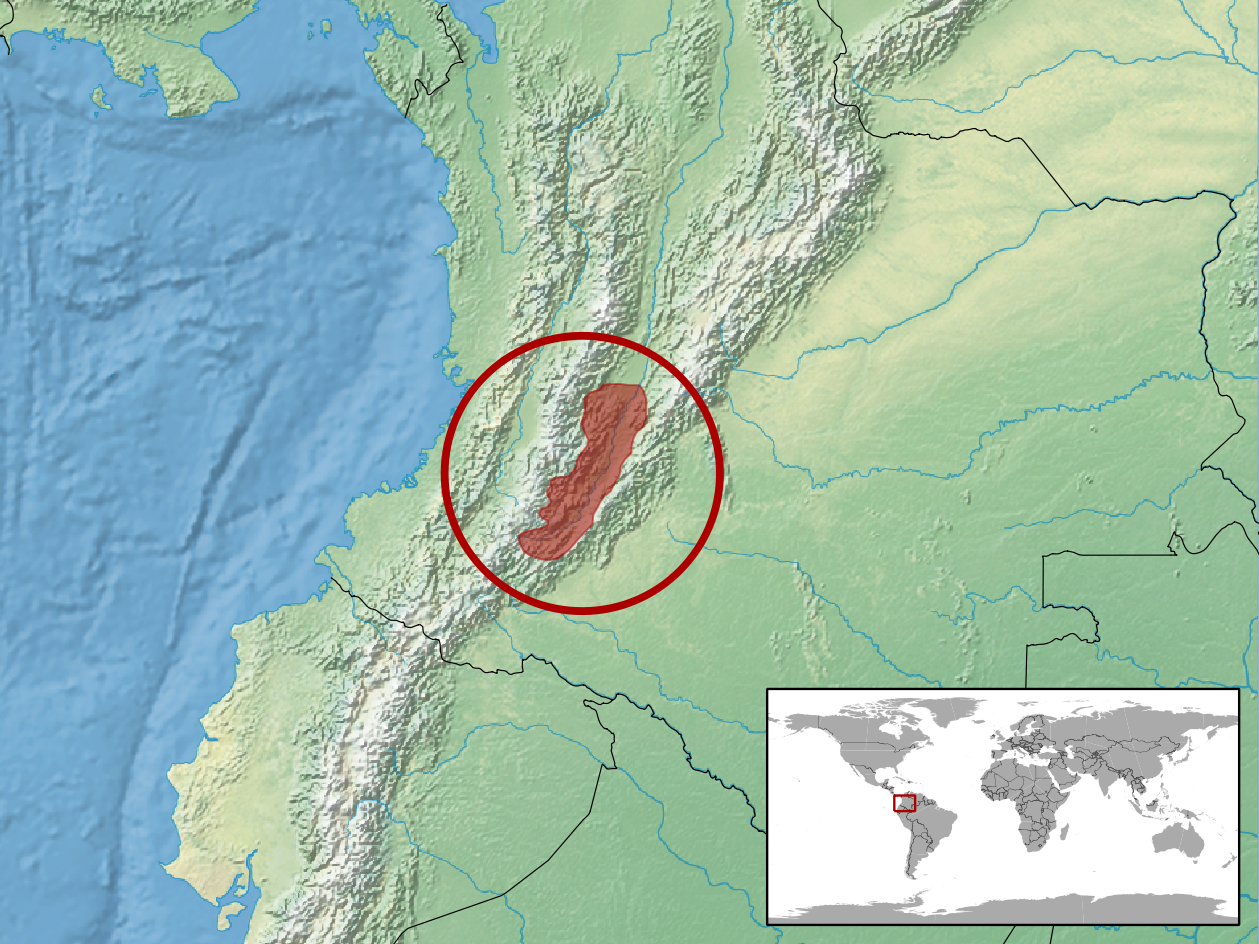
Répartition de l'espèce.

Cette espèce est endémique de Colombie. Elle se rencontre entre 1 500 et 2 100 m d'altitude dans le haut bassin du río Magdalena.

## Publication originale
- Werner, 1916 : Bemerkungen über einige niedere Wirbeltiere der Anden von Kolumbien mit Beschreibungen neuer Arten. Zoologische Anzeiger, vol. 47, p. 301-311 (texte intégral).